# ISA Brown
ISA Brown eller ISA Warren er en æglægnings-hybridhønserace, ( blandingshøns) skabt ved en krydsning mellem Rhode Island Red og Rhode Island White. Hønen har en høj æglægningsrate på op til 300 æg pr. høne i første læggeår. 
ISA står for Institut de Sélection Animale, som var dem der udviklede hybriden i 1978 i Frankrig. Siden da har hybriden haft skiftende ejere og skiftende navne. Siden 2005 har ejeren været den hollandsk-registrerede koncern Hendrix Genetics.